# Jennifer Egan-Simmons
Jennifer Egan-Simmons (* 22. März 1987 in Dublin) ist eine irische Sprint-Kanufahrerin.
Sie gewann drei Medaillen bei Kanurennsport-Weltmeisterschaften und eine bei Kanurennsport-Europameisterschaften. Sie ist damit die erste irische Athletin, die bei diesen Wettbewerben eine Medaille erringen konnte.  
Daneben holte sie auch bei den Kanumarathon-Weltmeisterschaften 2017 in Südafrika eine Bronze-Medaille. 